# Ha Jin
Ha Jin (kinesiska: 哈金), född 21 februari 1956 i Liaoning, Kina, som Jin Xuefei (金雪飞), är en kinesisk-amerikansk författare. Sedan 1985 är han bosatt i USA och arbetar som universitetslärare i engelska. Han skriver på engelska och har gjort sig känd för sina berättelser från en fiktiv stad i Kina, "Muji", och för ett språk kryddat med direktöversatta kinesiska namn och uttryck. Ha Jin har (2007) publicerat ett tiotal böcker

## Verk utgivna på svenska
Två kärlekar, 2001 (Waiting)